# Stewart, Minnesota
Stewart är en ort i McLeod County i delstaten Minnesota, USA.